# Paracryphiaceae
Paracryphiaceae é o nome botânico de uma família de plantas dicotiledóneas. Esta família é composta por uma único género Paracryphia, e uma única espécie, Paracryphia alticola.
Possui um porte arbóreo e é endémica das florestas densas e húmidas da Nova Caledónia.
No sistema APG (1998), esta família tinha uma posição incerta. O sistema APG II (2003) coloca esta família na base das euasterídeas II.
A classificação clássica coloca a família na divisão Magnoliophyta, classe Magnoliopsida, subclasse Dilleniidae, ordem Theales.
Quer Cronquist, quer Takhtajan, reconheceram esta família.
Esta família foi estudada por William C. Dickison, após as suas viagens à Nova Caledónia, tendo depois publicado vários artigos que incluíam várias temáticas, como as relações sistemáticas das 3 famílias com apenas um só género existentes no local, nomeadamente Strasburgeriaceae, Oncothecaceae e Paracryphiaceae. Foi chegada à conclusão que o género Paracryphia deveria ser tratado com dentro de uma família própria, com um posicionamento próximo à família Sphenostemonaceae
Dados moleculares suportam a ideia de que esta família seja colocada na ordem Dipsacales.